# Séisme de 1967 à Caracas
 Le séisme de 1967 à Caracas s'est produit à Caracas (Venezuela) et à La Guaira (La Guaira) le 29 juillet à 20 h 00 (UTC-04: 00).  Son épicentre a été localisé dans le centre du littoral (20 km de Caracas) et a duré 35 secondes. Il a fortement affecté des zones telles que Altamira, Los Palos Grandes et Litoral Central.  Après le séisme, plusieurs répliques d’intensité moindre ont été enregistrées. Le séisme a fait 1 536 blessés, entre 225 et 300 morts et coûté entre 50 et 140 millions de dollars américains de dégâts matériels,,.

## Dommages
Les dégâts ont été importants dans les quartiers Altamira et Los Palos Grandes de Caracas, où quatre grands immeubles d'habitation de dix à douze étages se sont effondrés. De nombreuses autres structures ont été gravement endommagées et plusieurs ont dû être rasées et reconstruites. 
D'énormes pans de murs sont tombés des bâtiments, aplatissant les voitures et laissant de grandes parties de structures exposées. Les secouristes ont utilisé des grues et des bulldozers pour fouiller les décombres à la recherche de survivants ou de victimes du séisme. Une semaine après le choc, à Caraballeda, les opérations de sauvetage de personnes présumées emprisonnées sous les planchers de Mansion Charaima, un immeuble situé en face du Sheraton Macuto (également endommagé), se sont poursuivies. Maracay, à environ 50 miles à l'ouest de Caracas, a déploré cinq morts et cent blessés. Plusieurs villes supplémentaires ont signalé des dommages structurels. 

## Voir également
- Tremblement de terre de 1812 Caracas

## Sources
- (en) R. D. Hanson et H. J. Degenkolb, « The Venezuela earthquake – July 29, 1967 », American Iron and Steel Institute, American Iron and Steel Institute,‎ 1975 (ASIN B0006BZI1E, lire en ligne)